# Верхняя Иж-Бобья
Верхняя Иж-Бобья — деревня в Малопургинском районе Удмуртской республики.

## География
Находится в южной части Удмуртии на расстоянии приблизительно 10 км на юг по прямой от районного центра села Малая Пурга.

## История
Известна с 1725 года как деревня Бобьи. В 1873 году 27 дворов, в 1893 — 44, в 1905 — 46, в 1924 — 54. До 2021 года входила в состав Старомоньинского сельского поселения.

## Население
Постоянное население составляло: 64 души мужского пола (43 крещеных и 21 некрещеных) в 1802 году, 183 человека (1873 год), 230 (1893), 291 (1905), 212 (1924), 100 в 2002 году (мари 92 %), 97 в 2012.